# La cura Schopenhauer
La cura Schopenhauer è un romanzo del 2005 di Irvin Yalom. Fa parte di una trilogia riguardante i filosofi, composta da Le lacrime di Nietzsche e Il problema Spinoza, racchiusa in un cofanetto da Neri Pozza.

## Trama
Viene raccontato l'ultimo periodo di vita di Julius Hertzfeld, un professore di psichiatria dell'Università della California.
Il romanzo inizia con la scoperta, da parte del protagonista, di avere un tumore, scoperto dopo una visita dermatologica; malattia che lo ucciderà entro pochi mesi.
Dopo un difficile confronto con la scoperta della malattia e l'impossibilità di scampare ad una prossima morte, il professore decide di affrontare nel migliore dei modi l'ultimo anno a sua disposizione, continuando la propria vita e il proprio lavoro.
Il romanzo per la maggior parte racconta delle sedute di terapia psicanalitica di gruppo a cui Julius e i suoi pazienti si sottopongono.
Ai capitoli di racconto della vita di Julius e dei suoi pazienti sono inframmezzati capitoli nei quali vengono analizzati vita,  pensiero ed opere di Schopenhauer, filosofo vissuto a cavallo tra il XVIII e il XIX secolo, ai cui precetti filosofici si ispira la vita di uno dei più ostici pazienti del professore.